# Pedro Fruet
Pedro Fruet é um biólogo do Rio Grande do Sul, Brasil, conhecido pelo seu trabalho ecológico com os botos-de-Lahille (Tursiops gephyreus) no sul brasileiro.  Em 2021, foi agraciado com o "oscar verde" da organização britânica Whitley Fund for Nature em reconhecimento pelo seu trabalho. 